# Garenoxacina
La  garenoxacina è un principio attivo che appartiene alla classe degli antibiotici chinoloni di quarta generazione, che viene usato per il trattamento delle infezioni da batteri Gram positivi e negativi.
La garenoxacina è stata scoperta in Giappone dalla Toyama Chemical Co., Ltd. di Tokyo, ed è tuttora commercializzata sotto il nome commerciale Geninax. Schering-Plough detiene i diritti mondiali della garenoxacina, ad eccezione del Giappone, Cina e Corea del Sud.
Il 13 febbraio 2006, la Food and Drug Administration degli Stati Uniti ha accettato la New Drug Application (NDA) per la garenoxacina. Sei mesi dopo la Shering-Plough ha ritirato la richiesta alla FDA per l'approvazione dell'antibiotico negli Stati Uniti. La richiesta non è più stata accolta dagli Stati Uniti dal 2015.
L'Agenzia europea per i medicinali (EMEA) è stata formalmente informata dalla Schering-Plough della decisione di ritirare la domanda di autorizzazione per 'immissione in commercio per la garenoxacina, sulla base dei dati riguardanti la sicurezza e l'efficacia (rischio / beneficio).

## Meccanismo di azione
Come tutti i chinoloni agisce interrompendo la replicazione delle molecole dell'acido deossiribonucleico nei batteri.